# Тимиатерион
Тимиатерион или тимиатерий (от древногръцки: θυμιατήριον) е вид кадилница за тамян или благоухания, използвана в древността в региона на Средиземноморието и Близкия Изток за култови и религиозни цели, особено при религиозни церемонии, но също така и в домовете.
Тимиатерионите са съдове с разнообразни форми, вариращи от прости глинени гърнета до сложно гравирани, отляти или формовани съдове, изработени от глина или бронз.
Терминът се отнася не само за кадилниците в Древна Гърция, но и в други древни народи като финикийци и етруски. Различни видове тимиатериони се използват и до днес в съвременна Гърция в православните църкви, в домовете или на гробища.

## Етимология
Думата „тимиатерион“, θυμιατήριον (thymiaterion) идва от θυμιάειν (thymiaein) със значение „пуша“, „димя“, откъдето идва и думата „тамян“. Коренът на думата е същият като на думата Θυμάρι – мащерка. Тимолът – активното вещество в етеричното масло от мащерка – има силни антиоксидантни, пречистващи и почистващи свойства. Древните гърци използвали мащерката за благоухание в банята и за кадене в храмовете си, вярвайки, че тя е източник на смелост. Мащерка е поставяна и в ковчезите по време на погребение, тъй като се вярвало, че помага на мъртвеца да премине в задробния живот. В древен Египет е ползвана при балсамирането на мъртъвците. Смята се, че разпространението на мащерката в Европа се дължи на римляните, които я използвали за пречистване на жилищата си и за подправка на сирена и алкохол.